# Lincoln Village (Kalifornia)
Lincoln Village – jednostka osadnicza w Stanach Zjednoczonych, w stanie Kalifornia, w hrabstwie San Joaquin.